# Cativelos
Cativelos is een plaats (freguesia) in de Portugese gemeente Gouveia en telt 873 inwoners (2001).